# Japans Grand Prix 2019
Japans Grand Prix 2019, officiellt Formula 1 Japanese Grand Prix 2019, var ett Formel 1-lopp som kördes 13 oktober 2019 på Suzuka Circuit i Suzuka i Japan. Loppet var det sjuttonde av sammanlagt tjugoen deltävlingar ingående i Formel 1-säsongen 2019 och kördes över 53 varv.
All aktivitet på banan under lördagen ställdes in på grund av tyfonen Hagibis. Kvalet kördes under söndagen medan det tredje träningspasset ställdes in helt.

## Resultat
| Pos.                                                           | No. | Förare             | Konstruktör               | Varv | Tid/Bröt         | Grid | Poäng |
| -------------------------------------------------------------- | --- | ------------------ | ------------------------- | ---- | ---------------- | ---- | ----- |
| 1                                                              | 77  | Valtteri Bottas    | Mercedes                  | 52   | 1:21:46.755      | 3    | 25    |
| 2                                                              | 5   | Sebastian Vettel   | Ferrari                   | 52   | +13.343          | 1    | 18    |
| 3                                                              | 44  | Lewis Hamilton     | Mercedes                  | 52   | +13.858          | 4    | 162   |
| 4                                                              | 23  | Alexander Albon    | Red Bull Racing-Honda     | 52   | +59.537          | 6    | 12    |
| 5                                                              | 55  | Carlos Sainz Jr.   | McLaren-Renault           | 52   | +1:09.101        | 7    | 10    |
| 6                                                              | 16  | Charles Leclerc    | Ferrari                   | 51   | + 1 varv3        | 2    | 8     |
| 7                                                              | 10  | Pierre Gasly       | Scuderia Toro Rosso-Honda | 51   | + 1 varv         | 9    | 6     |
| 81                                                             | 11  | Sergio Pérez       | Racing Point-BWT Mercedes | 51   | + 1 varv         | 17   | 4     |
| 9                                                              | 18  | Lance Stroll       | Racing Point-BWT Mercedes | 51   | + 1 varv         | 12   | 2     |
| 10                                                             | 26  | Daniil Kvyat       | Scuderia Toro Rosso-Honda | 51   | + 1 varv         | 14   | 1     |
| 11                                                             | 4   | Lando Norris       | McLaren-Renault           | 51   | + 1 varv         | 8    |       |
| 12                                                             | 7   | Kimi Räikkönen     | Alfa Romeo-Ferrari        | 51   | + 1 varv         | 13   |       |
| 13                                                             | 8   | Romain Grosjean    | Haas-Ferrari              | 51   | + 1 varv         | 10   |       |
| 14                                                             | 99  | Antonio Giovinazzi | Alfa Romeo-Ferrari        | 51   | + 1 varv         | 11   |       |
| 15                                                             | 20  | Kevin Magnussen    | Haas-Ferrari              | 51   | + 1 varv         | 19   |       |
| 16                                                             | 63  | George Russell     | Williams-Mercedes         | 50   | + 2 varv         | 18   |       |
| 17                                                             | 88  | Robert Kubica      | Williams-Mercedes         | 50   | + 2 varv         | PL   |       |
| Ret                                                            | 33  | Max Verstappen     | Red Bull Racing-Honda     | 14   | Kollisionsskador | 5    |       |
| DSQ4                                                           | 3   | Daniel Ricciardo   | Renault                   | 51   | Bromsbias        | 16   |       |
| DSQ4                                                           | 27  | Nico Hülkenberg    | Renault                   | 51   | Bromsbias        | 15   |       |
| Snabbaste varv: Lewis Hamilton (Mercedes) – 1:30.983 (varv 45) |     |                    |                           |      |                  |      |       |
| Källor                                                         |     |                    |                           |      |                  |      |       |

Notes
- ^1  – Loppet planerades ursprungligen att köras över 53 varv, men slutresultatet togs efter det 52:a varvet, efter att målflagg visats ett varv för tidigt. Sergio Pérez kunde därmed behålla sin niondeplats, trots att han inte fullföljde det 53:e varvet. Han flyttades senare upp till åttonde plats efter att båda Renaultförarna diskvalificerats.[5]
- ^2  – Inkluderar en poäng för snabbaste varv.
- ^3  – Charles Leclerc bestraffades med dubbla tidsstraff: fem sekunder för att ha orsakat en kollision med Max Verstappen, och tio sekunder för att ha kört vårdslöst efter kollisionen. Efter att båda  Renaultförarna diskvalificerats påverkade det inte hans slutplacering som sexa.[6]
- ^4  – Daniel Ricciardo and Nico Hülkenberg kom ursprungligen sexa och tia, men diskvalificerades tio dagar efter loppet för att ha använd otillåtna förarhjälpmedel, efter en protest från Racing Point.